# 夜叉

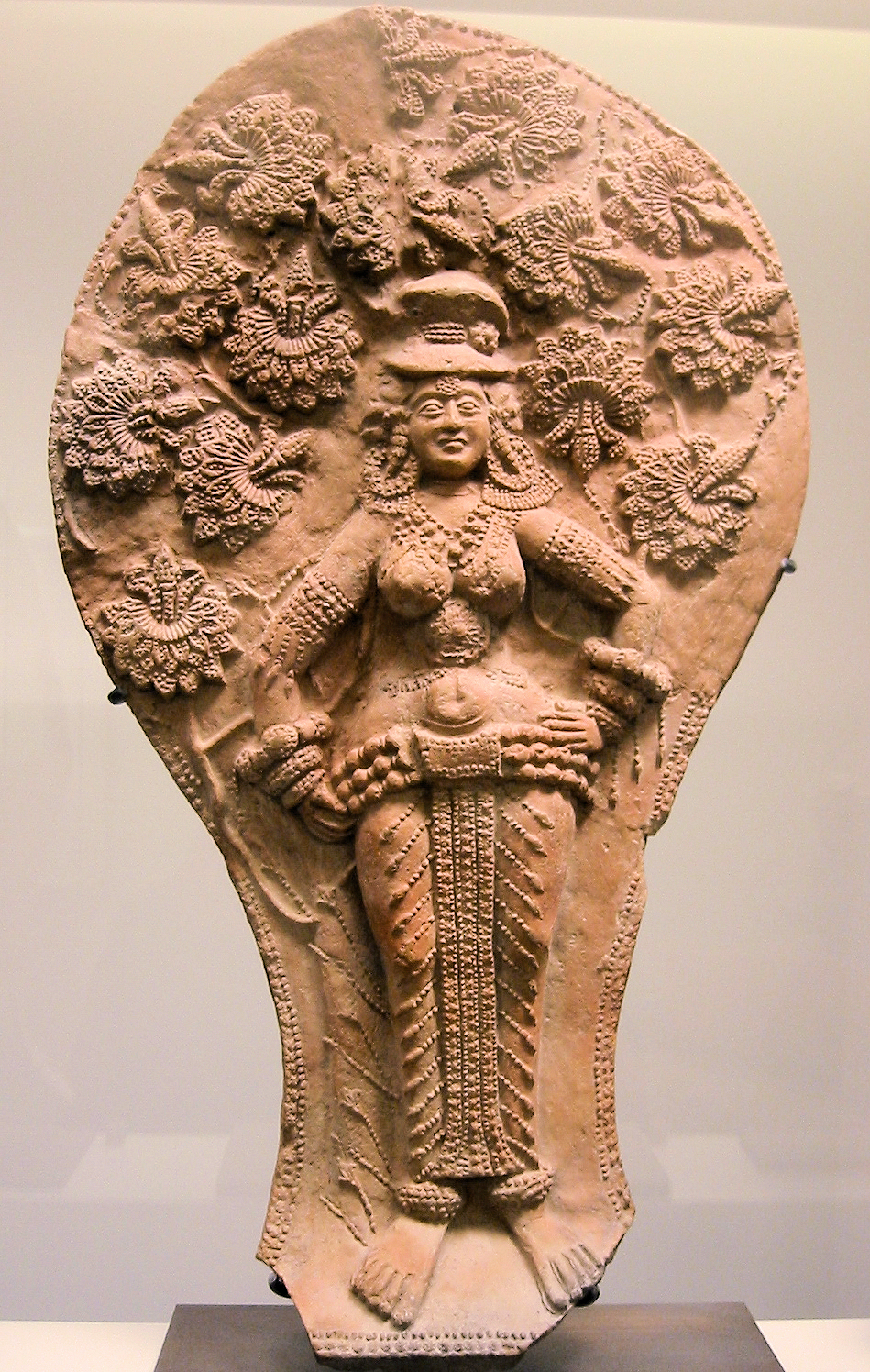
ヤクシャ像　シュンガ朝　ギメ東洋美術館

夜叉（やしゃ、サンスクリット語: यक्ष、yakṣa、パーリ語: यक्ख、yakkhaの音写、訳：暴悪・捷疾鬼・威徳）は、古代インド神話に登場する鬼神。薬叉（やくしゃ）とも称する。のちに仏教に取り入れられ護法善神の一尊となった。

## インド神話
一般にインド神話における鬼神の総称であるとも言われるが、鬼神の総称としては他にアスラという言葉も使用されている（仏教においては、アスラ＝阿修羅は総称ではなく固有の鬼神として登場）。
夜叉には男と女があり、男はヤクシャ(yakṣa)、女はヤクシーもしくはヤクシニーと呼ばれる。財宝の神クベーラ（毘沙門天）の眷属と言われ、その性格は仏教に取り入れられてからも変わらなかったが、一方で人を食らう鬼神の性格も併せ持った。ヤクシャは鬼神である反面、人間に恩恵をもたらす存在と考えられていた。森林に棲む神霊であり、樹木に関係するため、聖樹と共に絵図化されることも多い。また水との関係もあり、「水を崇拝する(yasy-)」といわれたので、yaksya と名づけられたという語源説もある。バラモン教の精舎の前門には一対の夜叉像を置き、これを守護させていたといい、現在の金剛力士像はその名残であるともいう。

## 護法善神として

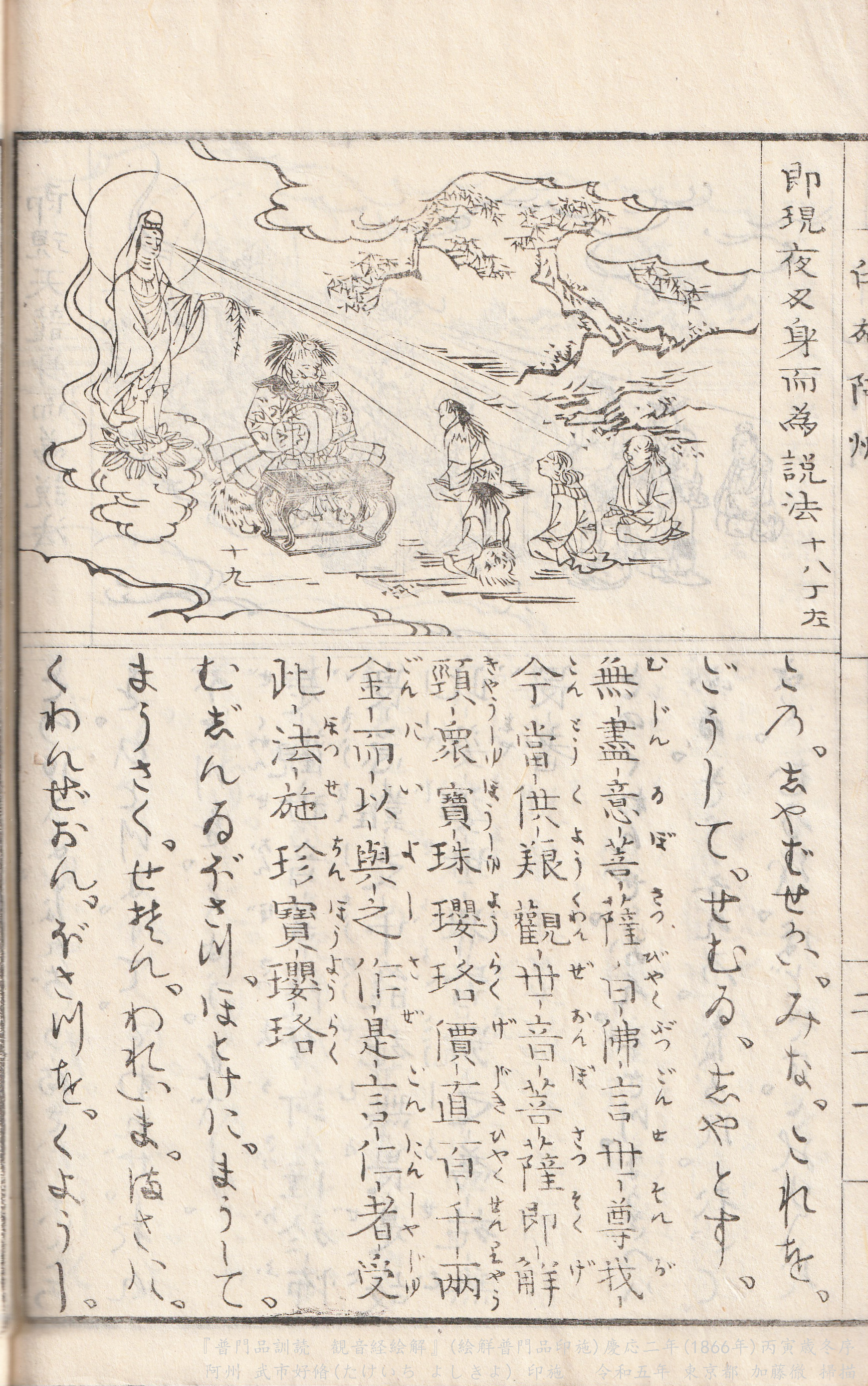
説法する夜叉(背後には観音菩薩)。幕末の仏教本の挿絵

インド神話における夜叉は仏教に包括され、仏法を守護する八部衆の一つとして、また毘沙門天の眷属として羅刹と共に北方を守護する。また夜叉には、天夜叉・地夜叉・虚空夜叉の三種があり、地夜叉以外は飛行するという。
大乗仏典では薬師如来の十二神将や、般若経典を守護する十六善神などが夜叉である。

## その他の文化

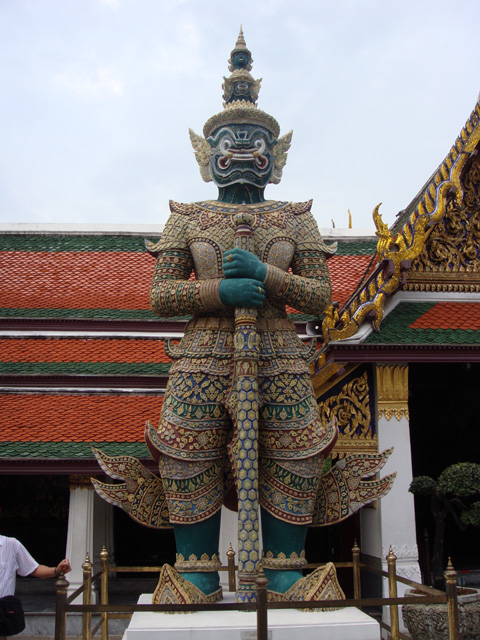
タイのヤック

スリランカではヤカ（Yaka）という病魔とされ、王にマハーコーラ・サンニ・ヤカー（Mahakola Sanni Yaka）がいるとされる。
タイでは、ヤック（ยักษ์）と呼ばれ、緑色と赤色の対になった巨大な像が寺院等の門にしばしば置かれている。画像はタイのバンコク・プラナコーン区タイ王室宮廷内の寺院入口にあるワット・シーラッタナーサーサダーラームのヤック像である（実はタイ国際空港にも同様のヤック像が置いてある）。
仏教の影響を受けたマニ教パルティア語文書（バクトリア出土）では、イエス・キリストとマニの名において夜叉などのデーウ（悪魔）を祓う、と書かれた護符文書がある。またいくつかの夜叉の特徴も併記されており、たとえばヴィシュヴァパーニ（Viśvapāṇi）は一日の第五の時間を支配し、ペシャワルに住み、塩味のものを食べる、とある。
ジャイナ教ではヤクシャ、ヤクシニーは守護神とされる。
日本語・中国語などでは「凶悪な人間」の比喩として使われており、「外面似菩薩内心如夜叉」などの慣用句もある。